# Ziemia Aleksandry
Ziemia Aleksandry (ros. Земля Александры) – jedna z większych wysp rosyjskiego archipelagu Ziemia Franciszka Józefa. Leży na Morzu Barentsa.

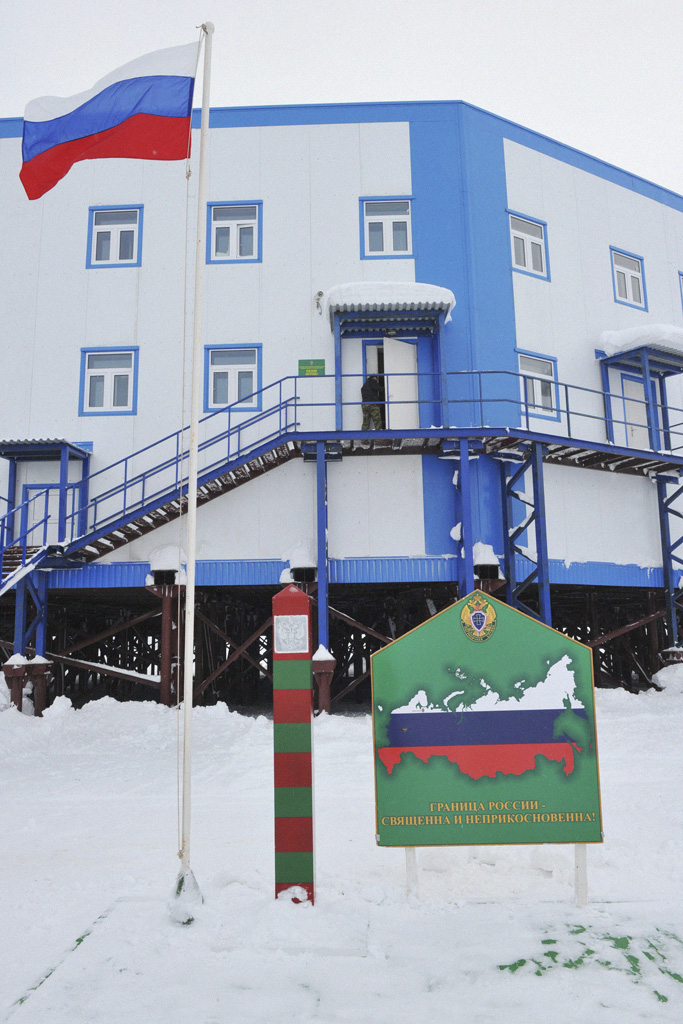
Stacja rosyjskiej Służby Bezpieczeństwa "Nagurskoje"

## Historia
W czasie II wojny światowej, Niemcy utworzyli tu stację meteorologiczną Schatzgräber. Działała ona od października 1943 do lipca 1944, kiedy to po spożyciu mięsa upolowanego niedźwiedzia polarnego, cała załoga stacji (z wyjątkiem sanitariusza-wegetarianina) zachorowała na włośnicę i została ewakuowana.  
W 1952 r. zbudowano na wyspie stację polarną, a w latach '50 XX wieku bazę lotniczą Nagurskoje.

## Geografia
Jej powierzchnia wynosi 1095 km², najwyższe wzniesienie sięga 382 m n.p.m.
Klimat polarny, temperatura sięga nawet -30 °C.